# Copa del Atlántico (Conmebol)
La Copa del Atlántico (Taça do Atlântico en portugués) fue un torneo de fútbol amistoso organizado para las tres potencias del continente: Argentina, Uruguay y Brasil, aunque posteriormente a la competencia se les unió Paraguay.
Se disputó 3 veces sin sede fija y en las tres ocasiones Brasil logró el título.

## Copa de 1956
| Equipo    | Pts. | PJ | PG | PE | PP | GF | GC | Dif. |
| --------- | ---- | -- | -- | -- | -- | -- | -- | ---- |
| Brasil    | 3    | 2  | 1  | 1  | 0  | 2  | 0  | +2   |
| Argentina | 3    | 2  | 1  | 1  | 0  | 2  | 1  | +1   |
| Uruguay   | 0    | 2  | 0  | 0  | 2  | 1  | 4  | –3   |

| Partidos            |                |           |           |           |           |
| Fecha               | Ciudad         | Oponentes | Oponentes | Oponentes | Resultado |
| 24 de junio de 1956 | Río de Janeiro | Brasil    | -         | Uruguay   | 2 - 0     |
| 1 de julio de 1956  | Montevideo     | Uruguay   | -         | Argentina | 1 - 2     |
| 8 de julio de 1956  | Buenos Aires   | Argentina | -         | Brasil    | 0 - 0     |

## Copa de 1960
| Equipo    | Pts. | PJ | PG | PE | PP | GF | GC | Dif. |
| --------- | ---- | -- | -- | -- | -- | -- | -- | ---- |
| Brasil    | 4    | 3  | 2  | 0  | 1  | 7  | 3  | +4   |
| Argentina | 4    | 3  | 2  | 0  | 1  | 6  | 5  | +1   |
| Uruguay   | 4    | 3  | 2  | 0  | 1  | 3  | 5  | –2   |
| Paraguay  | 0    | 3  | 0  | 0  | 3  | 2  | 5  | –3   |

| Partidos            |                |           |           |           |           |
| Fecha               | Ciudad         | Oponentes | Oponentes | Oponentes | Resultado |
| 3 de julio de 1960  | Asunción       | Paraguay  | -         | Brasil    | 1 - 2     |
| 9 de julio de 1960  | Montevideo     | Uruguay   | -         | Brasil    | 1 - 0     |
| 9 de julio de 1960  | Buenos Aires   | Argentina | -         | Paraguay  | 1 - 0     |
| 12 de julio de 1960 | Río de Janeiro | Brasil    | -         | Argentina | 5 - 1     |
| 13 de julio de 1960 | Montevideo     | Uruguay   | -         | Paraguay  | 2 - 1     |
| 17 de julio de 1960 | Buenos Aires   | Argentina | -         | Uruguay   | 4 - 0     |

## Copa de 1976
(En este torneo se disputó la Copa Roca simultáneamente entre Argentina y Brasil)
(En este torneo se disputó la Copa Río Branco simultáneamente entre Brasil y Uruguay)
(En este torneo se disputó la Copa Oswaldo Cruz simultáneamente entre Brasil y Paraguay)
(En este torneo se disputó la Copa Lipton simultáneamente entre Argentina y Uruguay)
(En este torneo se disputó la Copa Newton simultáneamente entre Argentina y Uruguay)
(En este torneo se disputó la Copa Félix Bogado simultáneamente entre Argentina y Paraguay)
| Equipo    | Pts. | PJ | PG | PE | PP | GF | GC | Dif. |
| --------- | ---- | -- | -- | -- | -- | -- | -- | ---- |
| Brasil    | 11   | 6  | 5  | 1  | 0  | 12 | 5  | +7   |
| Argentina | 7    | 6  | 3  | 1  | 2  | 13 | 9  | +4   |
| Paraguay  | 5    | 6  | 1  | 3  | 2  | 9  | 11 | –2   |
| Uruguay   | 1    | 6  | 0  | 1  | 5  | 5  | 14 | –9   |

| Partidos              |                |           |           |           |           |
| Fecha                 | Ciudad         | Oponentes | Oponentes | Oponentes | Resultado |
| 25 de febrero de 1976 | Asunción       | Paraguay  | -         | Argentina | 2-3       |
| 25 de febrero de 1976 | Montevideo     | Uruguay   | -         | Brasil    | 1-2       |
| 27 de febrero de 1976 | Buenos Aires   | Argentina | -         | Brasil    | 1-2       |
| 10 de marzo de 1976   | Montevideo     | Uruguay   | -         | Paraguay  | 2-2       |
| 4 de abril de 1976    | Buenos Aires   | Argentina | -         | Uruguay   | 4-1       |
| 7 de abril de 1976    | Asunción       | Paraguay  | -         | Brasil    | 1-1       |
| 28 de abril de 1976   | Buenos Aires   | Argentina | -         | Paraguay  | 2-2       |
| 28 de abril de 1976   | Río de Janeiro | Brasil    | -         | Uruguay   | 2-1       |
| 19 de mayo de 1976    | Río de Janeiro | Brasil    | -         | Argentina | 2 - 0     |
| 19 de mayo de 1976    | Asunción       | Paraguay  | -         | Uruguay   | 1-0       |
| 9 de junio de 1976    | Río de Janeiro | Brasil    | -         | Paraguay  | 3-1       |
| 9 de junio de 1976    | Montevideo     | Uruguay   | -         | Argentina | 0-3       |